# 汉斯·埃特尔
汉斯·埃特尔（Hans Ertl，1908年2月21日—2000年10月23日）是一位德国登山运动家，也是位纳粹德国政治宣传家，曾是納粹德國一名战地记者和攝影師 。他曾与导演莱尼·里芬斯塔尔合作為纳粹德國拍攝宣传片，其中就包括奥林匹亚。 第二次世界大战期间，他是埃尔温·隆美尔的摄影师之一。 他的女儿是莫妮卡·埃特尔。